# Dexithea humeralis
Dexithea humeralis là một loài bọ cánh cứng trong họ Cerambycidae.